# Хорхе Отейса

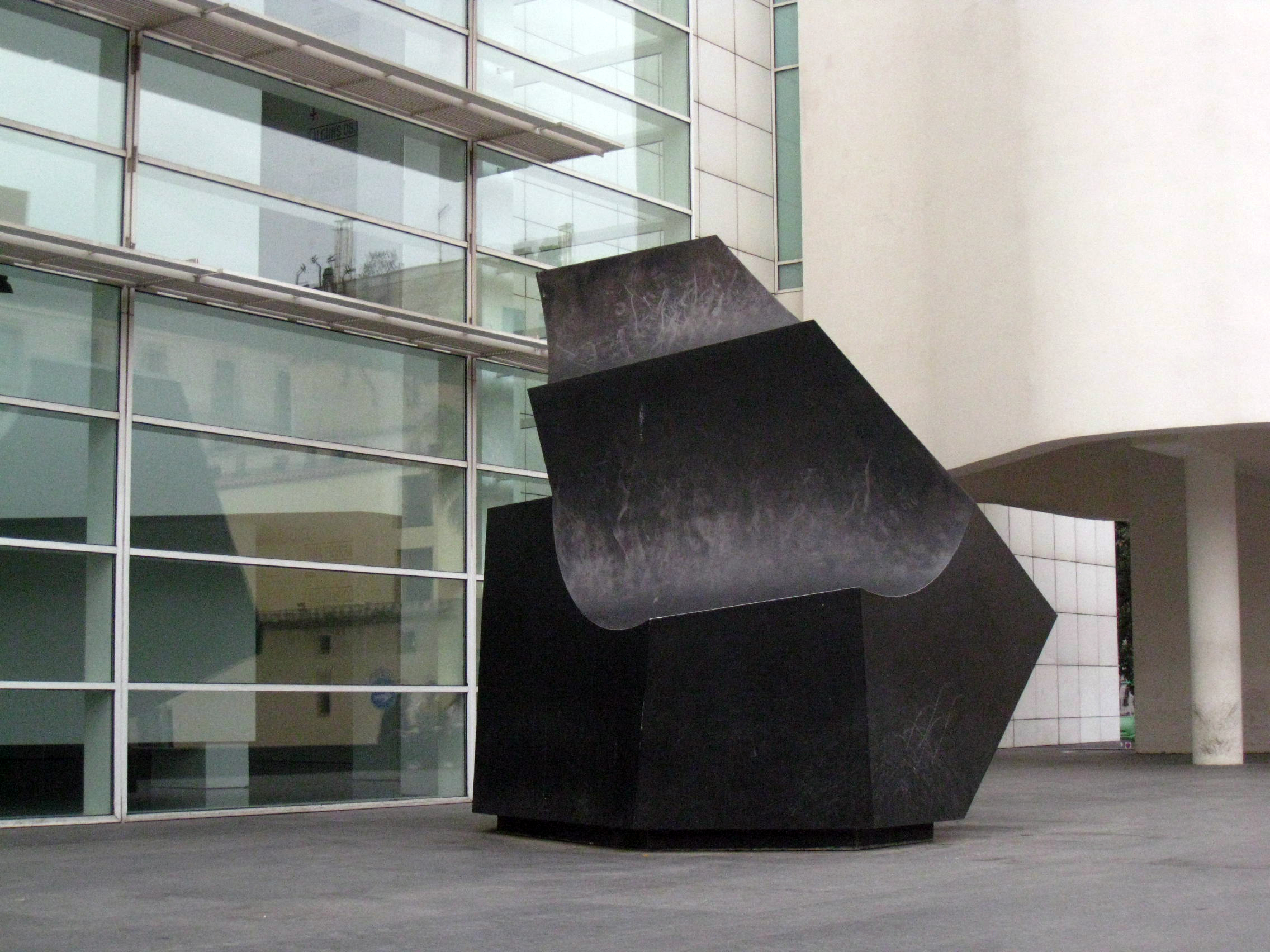
«Хвиля» (збільшення робота 1957 року), Пласа-делс-Анжелс, Барселона (на теперішньому місці з 1998)

Хорхе де Отейса Енбіль (ісп. Jorge de Oteiza Enbil; 21 жовтня 1908, Оріо — 9 квітня 2003, Сан-Себастьян) — іспанський (баскський) скульптор.
Народився в Оріо. У 1928 році навчався на медичному факультеті в Мадриді, однак закинув навчання і перевівся до Школи мистецтв і ремесел. У 1935 переїхав до Аргентини, де одружився і почав навчання у Національній школі кераміки в Буенос-Айресі. Багато подорожував Південною Америкою, в 1948 році повернувся в Більбао. У 1950 році отримав замовлення на створення статуй для базиліки в святилищі Арансасу (Оньяті), однак проект було припинено на прохання Ватикану, який вважав цю роботу профанацією. Зрештою, в 1968 році, Папа Римський Павло VI оголосив, що робота буде завершена.
У 1957 році йому присуджена перша премія зі скульптури на Бієнале мистецтва Сан-Паулу. У 1985 році нагороджений золотою медаллю з образотворчого мистецтва, а в 1988 році удостоєний премії з мистецтв Принца Астурійського, але відмовився прийняти нагороди.
Був тісно пов'язаний з терористичною групою ETA в перші роки її існування, але після стрілянини в Йоєсі, відійшов від діяльності організації.